# Pirosszárnyú álszajkó
A pirosszárnyú álszajkó (Trochalopteron formosum) a madarak osztályának verébalakúak (Passeriformes) rendjébe és a Leiothrichidae családjába tartozó faj.

## Rendszerezése
A fajt Jules Verreaux francia ornitológus írta le 1869-ben.

## Alfajai
- Trochalopteron formosum formosum J. Verreaux, 1869
- Trochalopteron formosum greenwayi (Delacour & Jabouille, 1930)[2]

## Előfordulása
Ázsia déli részén, Kína délnyugati részén (Szecsuan, Jünnan és Guangxi tartományokban) és Vietnám területén honos. A természetes élőhelye a szubtrópusi vagy trópusi hegyi esőerdők és magaslati cserjések. Állandó, nem vonuló faj.

## Megjelenése
Testhossza 28 centiméter, testtömege 83–106 gramm.

## Életmódja
Kevés róla az információ, valószínűleg gerinctelenekkel és növényi anyagokkal táplálkozik.

## Természetvédelmi helyzete
Az elterjedési területe nem nagy, egyedszáma viszont csökken, de még nem éri el a kritikus szintet. A Természetvédelmi Világszövetség Vörös listáján nem fenyegetett fajként szerepel.